# Partido Comunista Alemão (1968)
O Partido Comunista Alemão (em alemão: Deutsche Kommunistische Partei, DKP) é um pequeno partido político da Alemanha .
O Partido Comunista Alemão considera-se o sucessor do Partido Comunista da Alemanha, banido em 1956, pelo Tribunal Constitucional da Alemanha Ocidental, por ser considerado um partido que ia contra a constituição e defendia a luta armada.
O DKP, até à queda do Muro de Berlim, teve uma relação de dependência financeira perante o Partido Socialista Unificado da Alemanha, partido que dominava a RDA .
Após a queda do comunismo no leste europeu, e, com o aparecimento do Partido do Socialismo Democrático, o partido perdeu a pouca significância que detinha na Alemanha e, grande parte dos seus membros.